# Gösjöåsen
Gösjöåsen är ett naturreservat i Älvdalens kommun i Dalarnas län.
Området är naturskyddat sedan 2011 och är 41 hektar stort. Reservatet omfattar Gösjöåsens östra sida består av gammal granskog.